# Milionia beata
Milionia beata är en fjärilsart som beskrevs av Jordan 1915. Milionia beata ingår i släktet Milionia och familjen mätare. Inga underarter finns listade i Catalogue of Life.